# Jaltomata glandulosa
Jaltomata glandulosa är en potatisväxtart som först beskrevs av John Miers, och fick sitt nu gällande namn av R. Castillo och R.E. Schultes. Jaltomata glandulosa ingår i släktet jaltomator, och familjen potatisväxter. Inga underarter finns listade i Catalogue of Life.